# Hofjes in Alkmaar
Ooit waren er 31 hofjes in Alkmaar. Net als in andere Hollandse steden zijn er in Alkmaar hofjes voor verschillende doelgroepen gebouwd. In totaal meer dan 30, anno 2019 zijn er hiervan nog 10 in gebruik. Hieronder een overzicht van de  hofjes, provenhuizen en huizen die voor arme mensen gesticht zijn.

## Lijst van Hofjes
| Naam                                                               | Start     | Sluiting | Straat                    | Bijzonderheden | Afbeelding |
| ------------------------------------------------------------------ | --------- | -------- | ------------------------- | --- | ---------- |
| Provenhuis van Rietwijk                                            | 1440      | Onbekend | Kerkstraat-Oude Bagijnhof | Gesticht door Doef Jansz. en beheerd door zijn nakomelingen. Later verworden tot logement voor priesters |            |
| Provenhuis de Vijf wonden Christi                                  | voor 1500 | 1575     | Langestraat-Hoogstraat    | Enige Alkmaarse provenhuis waarvan de stichters hun naam niet aan de instelling verbonden hebben. Opgeheven na verkoop van het pand. Delen van het gebouw zijn na sloop (1890) in het Stedelijk Museum terecht gekomen. |            |
| Capelleryhuis                                                      | 1466      |          |                           | |            |
| Provenhuis van Van Egmond van de Nijenburg en Van Teylingen        | 1548      |          |                           | |            |
| Huis van Zessen                                                    | 1511      |          |                           | |            |
| Provenhuis Paling en Van Foreest                                   | 1520      |          |                           | |            |
| Provenhuis van Aletta Boon/De Drie Armenkamers                     |           |          |                           | |            |
| Het Poppenhofje                                                    |           |          |                           | |            |
| Provenhuis van Johan van Nordingen de Jonge                        |           |          |                           | |            |
| Provenhuis van Margareta Splinter                                  |           |          |                           | |            |
| Provenhuis van Maartje Jacobs van den Hoorn of Het huis van Vieren |           |          |                           | |            |
| Provenhuis van Geertuid Bijlevelt                                  |           |          |                           | |            |
| Provenhuis van Helena van Oosthoorn                                |           |          |                           | |            |
| Provenhuis van Gerrits Wildeman                                    |           |          |                           | |            |
| Provenhuis van Laurens van Oosthoorn                               |           |          |                           | |            |
| Provenhuis van Cornelis van Eyck                                   | 1751      |          |                           | |            |
| Hof van Sonoy                                                      |           |          |                           | |            |
| Provenhuys der Aelbouten                                           | 1475      | 1499     |                           | Mogelijk voortgezet als Huis van Zessen |            |